# 阿迈厄门
阿迈厄门（丹麦语：Amagerport）是丹麦首都哥本哈根一座已经拆除的城门，因面向阿迈厄岛而得名。当时哥本哈根的4座城门还包括“北门”、“西门”和“东门”。这四座城门目前均已拆除。阿迈厄岛北部的阿迈厄关厢也是因阿迈厄门而得名。 阿迈厄门始建时间不详，在其存在期间曾进行多次重建，1724年进行最后一次重建，1857年拆除。

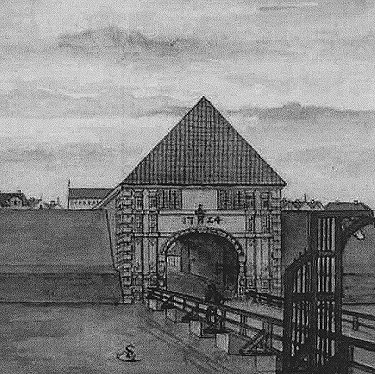
拆除前的最后一代阿迈厄门，从照片中能够看出年款“1724”字样。
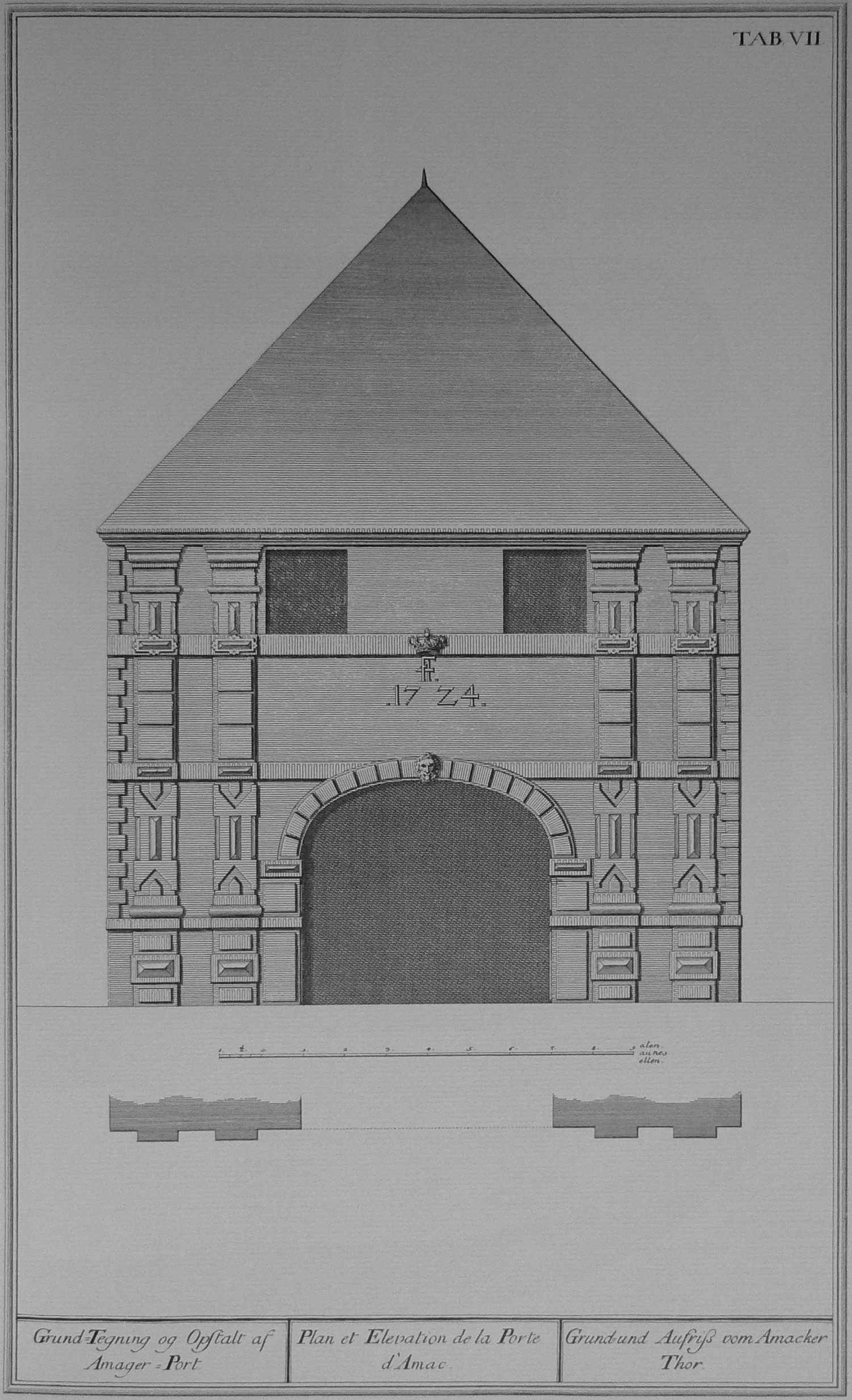
阿迈厄门立面图纸

## 外部連結
55°40′15.4″N 12°35′39.2″E / 55.670944°N 12.594222°E